# Tartera (Das)
Tartera és una entitat de població del municipi cerdà de Das. El 2022, l'entitat singular de població tenia empadronats vuit habitants.
L'església de Sant Julià de Tartera és esmentada en el precepte que el rei Lotari va concedir al monestir de Sant Miquel de Cuixà l'any 958, en què apareix l'expressió in Tartaria. L'església, amb els delmes i amb terres i vinyes, és esmentada en l'escriptura que va fer Esclua (que era bisbe intrús d'Urgell, 885-892) a Sant Miquel i Sant Germà de Cuixà.

## Llocs d'interès
- Església romànica de Sant Julià de Tartera.[3]